# 페테르 프뢰이드펠트
페테르 프뢰이드펠트(스웨덴어: Peter Fröjdfeldt, 1963년 11월 14일, 쇠데르만란드 주 에스킬스투나 ~)는 스웨덴의 전직 축구 심판이다.
프뢰이드펠트는 에스킬스투나 출신이다. 본래 밴디 선수였던 그는 1992년에 축구 하부 리그에서 심판을 해보라는 장인의 조언에 따라 심판일에 입문했다. 그는 1997년에 알스벤스칸 경기를 주관하기 시작했고, 2001년에 국제 축구 연맹 면허를 취득했다. 프뢰이드펠트는 경기를 주관할 때 온건적인데, 경기를 잔잔하게 흐르도록 하는 방식을 추구했다.
국제 심판계에 늦게 합류했던 그는 같은 국적의 동업자인 안데르스 프리스크에 가려져서 2005년에 프리스크가 잠깐 은퇴하기 전까지 존재감이 적었다. 그는 2005년에 스웨덴 최고의 주심으로 선정되었고, 축구 심판 외에도 경기장 운영인으로도 근무하고 있으며, 경기 중재 외에도, 취미로 가족 활동과 골프에 관심을 두고 있다.
프뢰이드펠트 주심은 유럽(유럽 축구 연맹 주관) 지역 2006년 월드컵 예선전 6경기를 주관했다.
프뢰이드펠트는 스위스와 오스트리아가 공동 개최한 유로 2008 경기를 주관한 주심으로도 선정되었는데, 유로 2008은 그가 주관한 유일한 주요 국제 대회로, 2010년 월드컵이 열리는 시점에는 의무 은퇴 연령인 45세를 초과하기 때문이었다.
유로 2008 본선에서, 프뢰이드펠트는 네덜란드와 이탈리아 간 C조 경기, 튀르키예와 체코 간 A조 경기, 그리고 포르투갈과 독일 간 8강전 경기를 중재했다. 그는 네덜란드와 이탈리아 간 첫 경기에서 네덜란드 스트라이커 뤼트 판 니스텔로이가 골망을 흔든 것을 골로 판단했는데, 지지자들 사이에서 항의가 빗발침에도, 득점 판정은 정심이었다. 그는 튀르키예와 체코 간 경기에서 튀르키예의 골키퍼 볼칸 데미렐가 막판에 얀 콜레르를 민 것을 확인하고 퇴장시켰고, 튀르키예의 파티흐 테림 감독은 그의 판정에 수긍했다. 결승전에서는 대기심을 맡았다.
그는 2008년에 의무 은퇴 연령인 45세가 되면서 국가대항전 주심 활동을 마쳤다.